# 에이지아
에이지아(Ageia)는 2002년에 설립된 팹리스 반도체 회사였다. 2004년에 에이지아는 PhysX를 개발한 NovodeX를 인수했다. PhysX는 일반 CPU보다 게임 물리 계산을 훨씬 빠르게 수행할 수 있는 물리 처리 장치 칩이었다. 또한 게임 제작을 위한 대규모 물리 미들웨어 라이브러리인 PhysX SDK (구 명칭: NovodeX SDK)를 라이선스했다.
에이지아는 비디오 게임 물리의 계산을 CPU에서 별도의 칩으로 분담하도록 설계된 하드웨어를 최초로 개발한 회사로, 에이지아 PhysX라는 개별 PCI 카드의 형태로 상용화했다. 에이지아의 PhysX 프로세서가 구현된 직후, ATI와 엔비디아는 자체 물리 구현을 발표했다.
2005년 9월 1일, 에이지아는 스웨덴에 본사를 둔 물리 개발 회사인 Meqon을 인수했다. Meqon은 미래 지향적인 기능과 다중 플랫폼 지원으로 잘 알려져 있으며, 3D Realms의 듀크 뉴켐 포에버(Duke Nukem Forever)와 세이버 인터랙티브(Saber Interactive)의 타임시프트(TimeShift)에 통합된 물리 기술로 국제적인 명성을 얻었다.
2008년 2월 4일, 엔비디아는 에이지아를 인수할 것이라고 발표했다. 2008년 2월 13일, 합병이 최종적으로 완료되었다.
PhysX 엔진은 이제 '엔비디아 PhysX'로 알려져 있으며, 엔비디아의 GPU에서 실행되도록 개조되었다.